# Anoplophora macularia
Anoplophora macularia là một loài bọ cánh cứng trong họ Cerambycidae.